# Graafschap Blois
Het graafschap Blois was in de vroege middeleeuwen een van de belangrijkste gebieden van het koninkrijk Frankrijk.
Robert de Dappere stelde in Blois – zoals in de andere belangrijke steden aan de Loire – een burggraaf aan, vermaakte het gebied dan echter (als graafschap) aan zijn schoonzoon, de burggraaf van Tours, die zo stichter van het huis Blois werd.
Diens zoon Theobald I bemachtigde in 956/960 ook het graafschap Chartres en graafschap Châteaudun (Dunois). In de volgende generaties kwamen daar kortelings ook het graafschap Beauvais en graafschap Dreux bij, in 1019/1025 het graafschap Troyes en graafschap Meaux, die dan later tot het graafschap Champagne werden samengevoegd, alsook het graafschap Sancerre.
In 1152 viel bij een opdeling van het erfgoed het graafschap Champagne toe aan de oudere tak. De jongere tak die het graafschap Blois bezat, stierf in 1231 uit. Het graafschap ging dan in 1241 indirect over naar het huis Châtillon, dat het in 1391 aan de hertog van Orléans verkocht.

## Karolingische ambtsgraven in Blois
| Naam                               | Regeringsperiode                   | Verwantschap                       | Opmerkingen                                                  |
| Karolingische ambtsgraven in Blois | Karolingische ambtsgraven in Blois | Karolingische ambtsgraven in Blois | Karolingische ambtsgraven in Blois                           |
| ---------------------------------- | ---------------------------------- | ---------------------------------- | ------------------------------------------------------------ |
| Willem                             | ?–834                              | broer van graaf Odo van Orléans    | viel in de strijd tegen Lambert I van Nantes                 |
| Odo                                | ?                                  | verwant aan de robertijnen         |                                                              |
| Robert de Sterke                   | 852–866                            |                                    | markgraaf van Neustrië                                       |
| Hugo de Abt                        | 866–886                            | stiefzoon van zijn voorganger      |                                                              |
| Odo van Parijs                     | 886–898                            | zoon van Robert de Sterke          | markgraaf van Neustrië; sinds 888 koning van de West-Franken |
| Robert                             | 898–923                            | broer van zijn voorganger          | markgraaf van Neustrië; sinds 922 koning van de West-Franken |
| Hugo de Grote                      | 923–956                            | zoon van zijn voorganger           | hertog van de Franken                                        |

## Burggraven van de Robertijnen in Blois
| Naam                  | Regeringsperiode | Verwantschap             | Opmerkingen |
| --------------------- | ---------------- | ------------------------ | ----------- |
| Garnegaud             | ?–902            |                          |             |
| Theobald de Oude      | 906–voor 942     |                          |             |
| Theobald de Bedrieger | voor 942         | zoon van zijn voorganger |             |

## Graven van Blois
| Naam | Regeringsperiode | Verwantschap                    | Opmerkingen | |
| Huis Blois | Huis Blois       | Huis Blois                      | Huis Blois | Huis Blois |
| --- | ---------------- | ------------------------------- | --- | --- |
| Theobald I de Bedrieger | ?–975            |                                 | nam na 956 de titel van graaf aan; bemachtigde zich ook de graafschappen Châteaudun (Dunois) en Chartres, die beiden voor meerdere generaties met Blois verbonden bleven. | Wapen van de graven van Blois uit het huis Blois.Wapen van de graven van Blois-Champagne uit het huis Blois.         |
| Odo I | 975–996          | zoon van zijn voorganger        | | Wapen van de graven van Blois uit het huis Blois.Wapen van de graven van Blois-Champagne uit het huis Blois.         |
| Theobald II | 996–1004         | zoon van zijn voorganger        | | Wapen van de graven van Blois uit het huis Blois.Wapen van de graven van Blois-Champagne uit het huis Blois.         |
| Odo II | 1004–1037        | broer van zijn voorganger       | als Odo I graaf van Meaux-Troyes | Wapen van de graven van Blois uit het huis Blois.Wapen van de graven van Blois-Champagne uit het huis Blois.         |
| Theobald III | 1037–1089        | zoon van zijn voorganger        | als Theobald I graaf van Meaux-Troyes | Wapen van de graven van Blois uit het huis Blois.Wapen van de graven van Blois-Champagne uit het huis Blois.         |
| Stefanus Hendrik | 1089–1102        | zoon van zijn voorganger        | graaf van Meaux | Wapen van de graven van Blois uit het huis Blois.Wapen van de graven van Blois-Champagne uit het huis Blois.         |
| Willem | 1102–1107        | oudste zoon van zijn voorganger | werd wegens zijn onbekwaamheid te besturen - mogelijk door een geestelijke aandoening - onterfd                                                                           | Wapen van de graven van Blois uit het huis Blois.Wapen van de graven van Blois-Champagne uit het huis Blois.         |
| Theobald IV de Grote | 1107–1152        | broer van zijn voorganger       | als Theobald II graaf van Champagne | Wapen van de graven van Blois uit het huis Blois.Wapen van de graven van Blois-Champagne uit het huis Blois.         |
| Theobald V de Goede | 1152–1191        | zoon van zijn voorganger        | | Wapen van de graven van Blois uit het huis Blois.Wapen van de graven van Blois-Champagne uit het huis Blois.         |
| Lodewijk | 1191–1205        | zoon van zijn voorganger        | | Wapen van de graven van Blois uit het huis Blois.Wapen van de graven van Blois-Champagne uit het huis Blois.         |
| Theobald VI | 1205–1218        | zoon van zijn voorganger        | | Wapen van de graven van Blois uit het huis Blois.Wapen van de graven van Blois-Champagne uit het huis Blois.         |
| Margaretha | 1218–1230        | dochter van Theobald V          | | Wapen van de graven van Blois uit het huis Blois.Wapen van de graven van Blois-Champagne uit het huis Blois.         |
| huis Avesnes |                  |                                 | | |
| Maria | 1231–1241        | dochter van haar voorgangster   | | |
| huis Châtillon |                  |                                 | | |
| Hugo I | 1231–1248        | echtgenoot van Maria            | als Hugo V graaf van Saint-Pol | Wapen van de graven van Blois uit het huis Châtillon.                                                                |
| Jan I | 1248–1279        | zoon van zijn voorganger        | | Wapen van de graven van Blois uit het huis Châtillon.                                                                |
| Johanna | 1279–1292        | dochter van haar voorganger     | verkocht het graafschap Chartres in 1286 aan de Kroon | Wapen van de graven van Blois uit het huis Châtillon.                                                                |
| Hugo II | 1292–1307        | neef van zijn voorgangster      | | Wapen van de graven van Blois uit het huis Châtillon.                                                                |
| Gwijde I | 1307–1342        | zoon van zijn voorganger        | | Wapen van de graven van Blois uit het huis Châtillon.                                                                |
| Lodewijk I | 1342–1346        | zoon van zijn voorganger        | gevallen in de slag bij Crécy | Wapen van de graven van Blois uit het huis Châtillon.                                                                |
| Lodewijk II | 1346–1372        | zoon van zijn voorganger        | | Wapen van de graven van Blois uit het huis Châtillon.                                                                |
| Jan II | 1372–1381        | broer van zijn voorganger       | | Wapen van de graven van Blois uit het huis Châtillon.                                                                |
| Gwijde II | 1381–1391        | broer van zijn voorganger       | verkocht Blois en Dunois voor 200.000 Franse kroon aan de hertog van Orléans                                                                                              | Wapen van de graven van Blois uit het huis Châtillon.                                                                |
| huis Valois-Orléans |                  |                                 | | |
| Lodewijk | 1391–1407        |                                 | | |
| Karel | 1407–1465        | zoon van zijn voorganger        | vermaakte in 1439 Dunois in ruil voor de graafschappen Mortain en Gien aan zijn halfbroer, de "Bastaard van Orléans"                                                      | vermaakte in 1439 Dunois in ruil voor de graafschappen Mortain en Gien aan zijn halfbroer, de "Bastaard van Orléans" |
| Lodewijk | 1465–1498        | zoon van zijn voorganger        | | |
| Hertog Lodewijk van Orléans besteeg in 1498 als Lodewijk XII de Franse koningstroon. Het graafschap Blois werd hierdoor met het kroondomein verenigd. |                  |                                 | | |

Verder gebruik van de titel:
- In 1626 kreeg Gaston van Orléans, het kasteel van Blois met inbegrip van de titel comte de Blois van zijn broer, koning Lodewijk XIII, als trouwgeschenk. Kasteel en titel vielen na zijn dood in 1660 terug toe aan de Kroon.

## Referentie
- Dit artikel of een eerdere versie ervan is een (gedeeltelijke) vertaling van het artikel Grafschaft Blois op de Duitstalige Wikipedia, dat onder de licentie Creative Commons Naamsvermelding/Gelijk delen valt. Zie de bewerkingsgeschiedenis aldaar.